# Stanislav Zindulka
Stanislav Zindulka (5. května 1932 Jilemnice – 14. března 2019 Praha) byl český herec, který ztvárnil řadu divadelních i filmových rolí. Za vedlejší roli ve filmu Babí léto byl oceněn Českým lvem.
Jeho životní krédo bylo: „Lepší se utahat než zrezivět“.

## Mládí a studium
Dětství a mládí prožil v Jilemnici. Na divadelní prkna vstoupil poprvé jako pětileté dítě v představení Prodané nevěsty jilemnických ochotníků. V roce 1951 maturoval na gymnáziu v Jilemnici. Poté začal studovat na Divadelní fakultě akademie múzických umění v Praze; vedoucí jeho studijní skupiny byla Vlasta Fabianová. Studium ukončil v roce 1955 rolí Puka ve hře Sen noci svatojánské, kterou režíroval jeho spolužák Ján Roháč.

## Divadelní působení

### Hradec Králové
Po ukončení vysoké školy nastoupil do divadelního angažmá v tehdejším Krajském oblastním divadle Hradec Králové. Angažoval ho tehdejší umělecký ředitel divadla Milan Pásek. Zde působil s jednoroční přestávkou (v sezóně 1959–1960, kdy účinkoval ve Státním divadle v Brně) do roku 1967. Během angažmá odehrál na sedmdesát převážně velkých rolí. V Hradci Králové také spolupracoval s ochotníky, vedl pro ně semináře a pomáhal s režií ochotnických představení v okolí.[zdroj?]

### Brno
V roce 1966 dostal Milan Pásek nabídku na post ředitele Divadla bratří Mrštíků v Brně. Přijal ji a během sezóny 1966–1967 nabídl sedmi hradeckým hercům včetně Zindulky, aby s ním šli do Brna. Na této scéně působil Stanislav Zindulka od roku 1968 do roku 1989 a vytvořil zde téměř stovku rolí různého charakteru i rozsahu. Od podzimu 1968 do září 1975 vyučoval na brněnské konzervatoři; k jeho žákům patřili Libuše Šafránková, Dagmar Veškrnová, Oldřich Kaiser, Vladimír Hauser aj. V 70. letech také začal spolupracovat s brněnským loutkovým divadlem Radost.[zdroj?]

### Praha
Od září 1989 nastoupil na třetinový úvazek do Městských divadel pražských, kde působil do roku 1992 – zpočátku na scéně Divadla ABC (1990, Lhář a jeho rod, Andělika a laskavec, Černí baroni aneb Muzeum stalinismu, A nezbývá než se smát...), v letech 1991–1992 na scéně nově otevřeného Divadla „K“ (Bílé manželství), resp. Divadla Ká (Sbohem, lidi, Troilus a Kressida, Miláček, Jakub a jeho pán, Zámek) čili někdejšího i pozdějšího Divadla Komedie. V krátkém období bez stálého angažmá nastudoval s režisérem Michaelem Tarantem Hledání světla (1993, Divadelní sdružení Théseus Praha), zahrál si Lízala v Maryše (1994, Divadlo F. X. Šaldy Liberec) a Maxe Silvermana ve hře Sbohem, lidi (1994, Městské divadlo Mladá Boleslav). V roce 1994 se stal členem uměleckého souboru Činoherního klubu.[zdroj?]

## Osobní život
Od roku 1959 byl ženatý. S manželkou Milenou měli dva syny: Jakuba (*1966), který působí jako herec (stejně jako jeho manželka Kateřina Zindulková), a Ondřeje, matematika působícího na katedře matematiky Stavební fakulty ČVUT v Praze. Měl také vnoučata Adélu, Terezu, Markétu a Mikuláše.[zdroj?]
Na konci roku 2018 se definitivně rozloučil s divadelním působením. Dne 14. března 2019 oznámil ředitel Činoherního klubu Vladimír Procházka, že Stanislav Zindulka téhož dne ve svých 86 letech zemřel.

## Filmografie (výběr)
- 1956 – Váhavý střelec (Říčánek)
- 1964 – Obžalovaný (lékař)
- 1966 – Znamení raka (vyšetřovatel)
- 1973 – Tajemství zlatého Buddhy (Jouza)
- 1973 – Dny zrady (Joachim von Ribbentrop)
- 1976 – Náš dědek Josef (Cancour)
- 1977 – O moravské zemi (Froliš)
- 1979 – Božská Ema (Toscanini)
- 1982 – Únos Moravanky (Pinkas ml.)
- 1986 – Povídka s dobrým koncem
- 1986 – Kdo se bojí, utíká
- 1986 – Smrt krásných srnců (Josef Vejvoda)
- 1987 – Vážení přátelé, ano
- 1989 – Evropa tančila valčík (Ketterle)
- 1989 – Jak básníkům chutná život (Lorenc)
- 1990 – Tichá bolest
- 1991 – Vyžilý Boudník (Šindela)
- 1993 – Hotýlek v srdci Evropy (Otíkův dědeček)
- 1993 – Zámek v Čechách (starší esenbák)
- 1993 – Konec básníků v Čechách (Lorenc)
- 1995 – Učitel tance (pan Mandík)
- 1995 – Cesta peklem (režisér u šachty)
- 1996 – Bumerang (Heřman Tyl)
- 1997 – Báječná léta pod psa (dědeček Josef)
- 1998 – Stůj, nebo se netrefím (Pištora)
- 1998 – Hanele (Jid Fajnerman)
- 2001 – Babí léto (Eda)
- 2004 – Návrat zbloudilého pastýře (TV) (opat)
- 2005 – Anděl Páně (Lorenc)
- 2006 – Poslední vlak
- 2009 – Klíček
- 2009 – Ďáblova lest
- 2010 – Dešťová víla
- 2011 – Odcházení (Osvald)
- 2016 – Zločin v Polné (lékař Auředníčkových)
- 2016 – Lichožrouti (hlas: Lichožrout Lamor, Hihlíkův dědeček a Padreho otec)
- 2019 – Narušitel

### Televize
- 1974 Jak se Kudla přepočítal (TV pohádka) – role: Kudla
- 1985 Vlak dětství a naděje (TV seriál) – role: Josef Pumplmě
- 1993 Arabela se vrací aneb Rumburak králem Říše pohádek (TV seriál) – role: sluha Norbert
- 1994 Bylo nás pět (TV seriál) – role: pan Fajst
- 1995 Když se slunci nedaří (řidič Homolka)
- 1996–1997 Hospoda (Žalud, nadporučík v záloze)
- 2001–2007 Četnické humoresky (praporčík Turko)
- 2007–2010 Ulice (podnikatel Stárek, už po smrti)
- 2013 Hořící keř (JUDr. Sládeček)
- 2019 Pohádky Bedřicha Smetany (vypravěč)

## Divadelní role (výběr)

### Hradec Králové
- 1956–1957 – Byl Filip Filípek, nebo nebyl (Filípek)
- 1958–1959 – RUR (Robot Primus)
- 1960–1961 – Lišák Pseudolos (Pseudolos)
- 1961–1962 – Zadržitelný vzestup Artura Uie (Arturo Ui)
- 1962–1963 – Válka s mloky (Bondy)

### Brno
- 1967–1968 – August August, august (August)
- 1968–1969 – Don Carlos (Filip II.)
- 1971–1972 – Hadrián z Římsů (Hadrián)
- 1972–1973 – Návštěva staré dámy (Reportér)
- 1975–1976 – Hamlet (Polonius)
- 1976–1977 – Novokřtěnci (Jan Bockelson)
- 1978–1979 – Balada z hadrů (Purkmistr)
- 1980–1981 – Komik (Archie Rice)
- 1982–1983 – Ze života hmyzu (Tulák)
- 1986–1987 – Něžný barbar (Listonoš)

### Praha
- 1989–1990 – Černí baroni (Ciml)
- 1991–1992 – Jakub a jeho pán (Otec)
- 1994–1995 – Vodní družstvo (Václav Zelenka)
- 1998–1999 – Letní byt (Fulgencio)
- 2017–2018 – Tanec bláznů (Nikita)

### Hostování
- Divadlo Ungelt – Řidič paní Daisy (Hoke Colburn)
- Divadlo Bez zábradlí – Cikáni jdou do nebe (Otec Zobar)
- Divadlo v Řeznické – Ředitelská lóže (Ruda)

## Rozhlasové role
- 1994 Johann Nepomuk Nestroy: Náčelník Večerní vánek neboli Hody divých mužů : Hra se zpěvy o 1 dějství, překlad: Jaromír Povejšil, hudba: Pavel Blatný, dramatizace Českého rozhlasu Brno, hráli: Večerní vánek, náčelník Velkolulů (Jiří Tomek), Atala, jeho dcera (Alice Koláčková), Ukruta, náčelník Papulášů (Stanislav Zindulka), Artur, jeho syn (Jan Apolenář), Deli – kat, kuchař (Rudolf Krátký), 1. Velkolula (Luboš Ondráček), komparz (Jiří Šamánek, Libor Tomšík, Jaroslav Novotný, Jiří Fleissig, Petr Pleva, Marie Stojanová a Světlana Sedláčková)[10]
- 1997 Leo Perutz: Noc pod Kamenným mostem. Osmidílná dramatizovaná četba na pokračování. Podle překladu Tomáše Kratěny zdramatizoval Rudolf Ráž, v režii Hany Kofránkové hráli: Eliška Balzerová, Josef Červinka, Stanislav Zindulka, Antonín Molčík, Václav Postránecký, Ilona Svobodová, Rudolf Pellar, Eva Horká, Petr Pelzer, Růžena Merunková, Veronika Tůmová, Michal Dlouhý, Vlastimil Zavřel, Vladimír Bejval, Miloš Hlavica, Jiří Hálek, Jan Medlík, Květoslava Straková, Ladislav Trojan, Bořivoj Navrátil, Jiří Langmajer a další.[11]
- 2006 George Tabori: Matčina Kuráž, Český rozhlas, překlad: Petr Štědroň, hudba: Marko Ivanović, dramaturgie: Martin Velíšek, režie Aleš Vrzák. Osoby a obsazení: syn (Jiří Ornest), matka (Květa Fialová), Kelemen (Jiří Lábus), Usoplenec (David Novotný), německý důstojník (Jaromír Dulava), 1. policista (Stanislav Zindulka), 2. policista (Antonín Molčík), strýc Julius (Miloš Hlavica), Marta (Růžena Merunková), milenec + hlas (Vojtěch Hájek), milenec + hlas (Michal Zelenka), hlasy (Petra Jungmanová, Zdeněk Hess a Otmar Brancuzský), žena domovníka + hlas (Bohumila Dolejšová) a modlení + zpěv (Michael Dushinsky). Hra byla vybrána do užšího výběru v soutěži Prix Bohemia Radio 2006 v kategorii „Rozhlasová inscenace pro dospělého posluchače“.[12]
- 2010 Rudolf Těsnohlídek: Dobrodružství lišky Bystroušky. Dramatizace Anna Jurásková. Hudba Vlastimil Redl. Dramaturgie Václava Ledvinková. Režie Jaroslav Kodeš. Účinkují: Lucie Pernetová, Václav Vydra, Taťjana Medvecká, Jiří Köhler, Stanislav Zindulka, Radek Holub, Jiří Maršál, Marek Eben, Jiří Lábus, Jaroslav Vlach, Jitka Smutná, Jana Drbohlavová, Tomáš Racek, Denisa Nová, Anna Suchánková, Nikola Bartošová, Dana Reichová, Valerie Rosa Hetzendorfová, Justýna Anna Šmuclerová, Josef Tuček, Vladimír Fišer, Antonín Tuček a Dorota Tučková.

## Ocenění
- 1968 – Cena SČDU (Svazu českých dramatických umělců) za herecký výkon v titulní roli ve hře Pavla Kohouta August August, august
- 1990 – Tvůrčí prémie FITES a Českého Literárního fondu za herecký výkon v seriálu Vlak dětství a naděje
- 2001 – Český lev za mužský herecký výkon ve vedlejší roli ve filmu Babí léto
- 2016 – Cena Thálie za celoživotní činoherní mistrovství[13]
- 2018 – cena za celoživotní přínos českému humoru na festivalu Komedy Fest Plzeň[8]